# El pitufo diferente
El pitufo diferente (en el francés original, Un Schtroumpf pas comme les autres) es la decimoquinta historieta de Los Pitufos, escrita y dibujada por Peyo en 1969. 

## Trayectoria editorial
Originalmente publicada de forma seriada en 1969 en los números 1604 a 1611 de la revista Le Journal de Spirou y más tarde en formato de álbum como complemento de Los pitufos y el Cracucas.

## Argumento
Aunque todos los pitufos viven felices en la Aldea Pitufa, hay un pitufo diferente que solo quiere buscar nuevos horizontes, así que le dice a Papá Pitufo que partirá a dar la vuelta al mundo al día siguiente. A pesar de los esfuerzos de otros pitufos (como el Pitufo Goloso y el Pitufo Bromista), no cambia de opinión y se va, pero Papá Pitufo le da un silbato mágico que lo traerá de regreso a la aldea si está en peligro.
Durante su viaje, el pitufo es capturado por el malvado brujo Gargamel que, sin saber para que sirve el silbato, lo usa y llega a la Aldea Pitufa. Gargamel trata de atrapar a los pitufos, pero Papá Pitufo le inyecta un suero que lo hace bueno y amable por un periodo limitado. Los pitufos acompañan a Gargamel a su casa para liberar al pitufo prisionero, y llegan justo a tiempo para salvarlo del gato Azrael. Sin embargo, se pasa el efecto del suero que hacía bueno a Gargamel, y éste captura a todos los pitufos. Por suerte, un pitufo trajo el silbato mágico, así que los pitufos se cogen de las manos y Papá Pitufo usa el silbato, regresando así todos a la aldea.
El pitufo diferente decide que ningún lugar es mejor que la seguridad de la aldea.